# 沃尔丁堡
沃尔丁堡（丹麥語：Vordingborg）是丹麦西兰大区沃爾丁堡市鎮内的城镇。

## 友好城市
- 波蘭斯武普斯克